# Paroecanthus hesperus
Paroecanthus hesperus är en insektsart som beskrevs av Morgan Hebard 1924. Paroecanthus hesperus ingår i släktet Paroecanthus och familjen syrsor. Inga underarter finns listade i Catalogue of Life.